# The Dark Side of Porn
The Dark Side of Porn är en dokumentärserie om sexindustrin och porrfilmsbranschen som producerades för den brittiska TV-kanalen Channel 4. Serien visades i Storbritannien i fyra avsnitt 2005 och i fem avsnitt 2006.

## Säsong 1
- "Porn Shutdown"
- "Diary of a Porn Virgin"
- "Debbie Does Dallas Uncovered"
- "Death of a Porn Star". Denna episod undersöker mysteriet kring Lolo Ferraris död och innehåller intervjuer med Lola mor, hennes plastikkirurg och hennes make.

## Säsong 2
- "Amateur Porn"
- "Me and My Slaves"
- "Hunting Emmanuelle". I detta avsnitt diskuteras Emmanuelle-filmernas kulturella påverkan.
- "Does Snuff Exist?"
- "The Real Animal Farm". I detta avsnitt diskuteras särskilt tidelag i filmen Animal Farm, samt innehöll en intervju med den danska pornografin Ole Ege.